# Афанасьев, Игорь Дмитриевич
Игорь Дмитриевич Афанасьев (1 июня 1904, Новозыбков, Черниговская губерния (или село Посудичи) — март 1969) — химик-нефтепромышленник, советский коллекционер из Ленинграда.
Афанасьев является одним из пионеров создания нефтехимической промышленности в СССР, исследователь, инженер-новатор, работы которого послужили основой при организации нефтехимических производств на заводах.

## Биография
Родился в дворянской семье земского врача Злынковского врачебного участка Новозыбковского уезда, его отец также был руководителем местного любительского театра. Афанасьев окончил Новозыбковское реальное училище.
В Ленинграде в 1923 поступил в Политехнический институт на химический факультет, закончив его в 1928 году. Стал специализироваться на нефтепродуктах. Был ассистентом в ЛПИ. Занимался органической химией, крекингом нефти.
Краеведы Брянской земли причисляют его к числу своих знаменитых соотечественников. О раннем периоде работы Афанасьева в качестве химика они имеют такие сведения: «Ещё во время обучения в институте проявились его способности к научной работе. Ему, студенту, было предложено выступить с докладом на очередном Менделеевском съезде. После окончания института Игорь Дмитриевич был направлен на Константиновский (Ярославская обл.) нефтеперерабатывающий завод, где проработал с 1 марта 1928 г. по 15 ноября 1929 г. в должности старшего инженера центральной заводской лаборатории. С ноября 1929 г. до октября 1937 г. И. Д. Афанасьев работал инженером-технологом лаборатории и главным инженером проектной конторы Опытно-экспериментального завода „Химгаз“ треста „Авиатоп“ Министерства нефтяной промышленности».
Вместе с А. Ф. Добрянским и М. Б. Шарковичем он стал одним из первых пропагандистов развития нефтехимии в СССР. Отчасти благодаря ему «Химгаз» стал первой в СССР исследовательской организацией, работавшей по внедрению нефтехимического синтеза в промышленности. «Научно-технический профиль Афанасьева был весьма широк. Совмещая в себе большие способности исследователя и изобретателя с глубокими знаниями и опытом проектирования новых производств, он успешно работал как в области высокотемпературного крекинга с целью получения исходного сырья для синтеза в непредельные нефтяные газы, так и в направлении его многообразного использования. Разработанная И. Д. Афанасьевым ещё в начале 30-х годов комплексная схема переработки нефти, по существу, лежит в основе и современных проектов нефтехимических производств. Работы Афанасьева по синтезу этиленхлоргидрина и его дериватов были первыми исследованиями, лёгшими в основу реализации в СССР этих производств. Большой комплекс его работ по противооткатным жидкостям и специальным артиллерийским маслам явились ценным вкладом в дело обороны нашей страны. Особо следует отметить работы в области синтеза мономеров для получения высокомолекулярных синтетических материалов и, в частности, по синтезу каучукогенов».
Уже в 1933 г. проводил работы по синтезу полиэтилен полисульфидов, явившиеся первыми в СССР исследованиями в направлении получения каучукоподобных материалов (тиоколов). Занимался новым типам реакторов (инжекторного типа) для гетерогенных химических превращений.
В начале 1937 г. Учёным Советом и дирекцией «Химгаза» ходатайствовал в ВАКе о присвоении Афанасьеву учёной степени кандидата технических наук без защиты диссертации. Однако из-за его ареста это не было выполнено.

### Первый арест
Первый раз был арестован 22 октября 1937 года. Был осужден особым совещанием при НКВД СССР 30 декабря 1940 года как участник антисоветской вредительской группы на 5 лет лишения свободы, по ст.53-7 — «подрыв промышленности, транспорта, торговли, денежного обращения и кооперации», 58-9 — «диверсия». «До вынесения приговора он год провёл в одиночной камере, отказываясь подписывать компрометирующие на видных работников нефтяной промышленности документы, в том числе народного комиссара Баринова», пишет его биограф.
Сын коллекционера Палеева описывает эти события так (точность неизвестна): «помощник Серго Орджоникидзе. После гибели наркома посадили многих, в том числе Афанасьева, имущество конфисковали».
Был этапирован 23 января 1941 в Воркутпечлаг. Во время ВОВ работал в Перми на оборонном заводе в должности старшего инженера ОКБ-172 (Мотовилихинские заводы). В этот период разработал отечественный антифриз и противооткатную жидкость для пушек. По истечении 5 лет заключения, однако, не был освобожден — ему добавили ещё петь лет. Освобожден 26 марта 1946 года по отбытии срока наказания. По другим указаниям, освобожден с формулировкой «Освобождён досрочно за большие заслуги перед Родиной в годы войны в деле разработки оборонных технологий».
Поскольку он был освобожден с разрешением проживать в столицах, то вернулся в Ленинград.
Его приняли на прежнее место работы, с 15 января 1947 г.,он работал в должности инженера и главного технолога лаборатории ВНИИ «Химгаз».

### Второй арест
Второй раз Афанасьев был арестован всего спустя три с половиной года, 29 апреля 1949 года. Осужден особым совещанием при МГБ СССР 25 июня 1949 года по ст. 58-7, 58-9, 58-11, приговорен к бессрочной ссылке на поселение. 02.08.1949 г. этапирован в Красноярский край, в Норильск.
С 1949 по 1956 год работал на коксохимическом заводе (не по специальности). Организовал исследовательскую группу из ссыльных учёных и создал ряд работ в области уже металлургии — получение чистого аммиака из коксового газа, очистка и получение ценных металлов, таких как титан, вольфрам, медь, никель и т. д.
16 июня 1954 г., на основании указания МВД и Прокуратуры СССР от 24 апреля 1954 г., Афанасьев был освобождён из ссылки со снятием судимости в соответствии с Указом Президиума Верховного Совета СССР от 27 марта 1953 г. Некоторое время жил в Норильске с семьей.
В 1956 году был реабилитирован определением Военного трибунала ЛВО за отсутствием состава преступления — за первый арест. Второй приговор отменен Военным трибуналом ЛВО тогда же, за отсутствием состава преступления.

### Жизнь в Ленинграде
Вернулся в Ленинград, где стал работать начальником экспериментального цеха и руководителем научной части (лаборатории) Ленинградского опытного нефтемаслозавода им. Шаумяна. Организовал и реализовал целый ряд научно-исследовательских работ: по получению синтетических масел, низкомолекулярных карбоновых кислот (С6-С9) и сырья для производства пластификаторов, используемых при производстве синтетического каучука и пластмасс, по синтезу новых присадок к смазочным маслам. Одновременно он вёл ряд исследовательских работ и принимал активное участие в работе Учёного Совета ВНИИнефтехима в Ленинграде. Преподавал в Технологическом институте им. Ленсовета и Северо-западном Политехническом институте, по соответствующей тематике был консультантом оборонных КБ.
21 января 1961 г. решением ВАК Афанасьеву было присвоено звание кандидата технических наук без защиты диссертации. «За всю научную карьеру Игорем Дмитриевичем были получены более 50 авторских свидетельств, сделаны десятки рационализаторских предложений, написаны 46 научных статей в журналах и сборниках по нефтехимии. В 1937 и 1949 г. ему были присуждены Сталинские премии, но, по понятным причинам, он их получил. Получили сотрудники, работавшие вместе с ним. В 1959 г. Игорь Дмитриевич был награждён медалью „За трудовое отличие“. За свои разработки он неоднократно награждался золотой медалью ВДНХ. К моменту подачи заявления о присвоении звания кандидата технических наук без защиты диссертации список научных работ, проведённых И. Д. Афанасьевым, превышал 45 наименований, не считая крупных проектно-исследовательских работ 1936 г.; часть результатов исследований И. Д. Афанасьева была защищена 11 авторскими свидетельствами, из которых 2 открытых и 9 — признанных не подлежащих оглашению. Несмотря на большой объём многочисленных исследований И. Д. Афанасьева, в открытой печати была освещена лишь очень небольшая их часть — 6 статей и 2 авторских свидетельств».
Скончался в возрасте 64 лет от инфаркта. В лаборатории экспериментального завода им. Шаумяна в его честь была установлена мемориальная доска с надписью «за заслуги перед отечественной нефтехимией и выдающийся труд на благо Родины».
Дочь — Нелли Николаевна Келло (р. 1937), ещё двое детей. Биограф пишет: «Он женился в ссылке на вдове с тремя детьми, воспитал их, и дал всем троим образование».

## Коллекция
По воспоминаниям дочери, собирательство живописи стало его главной страстью ещё в молодости, в 1927-1928 гг. Ему принадлежали «Портрет И. Щукина» М. Сарьяна, картины Бориса Григорьева, Кустодиева. Афанасьев также собрал прекрасную библиотеку книг и журналов по искусству. Первая коллекция картин и книг была конфискована, книги поступили в Публичную библиотеку, из картин дочь помнит «Ангела с кадилом и свечой» Врубеля, оказавшийся в Киевском музее русского искусства. Часть была продана с аукциона около 1939 года и попала в другие частные руки.
Его первая коллекция сгинула при аресте 1937 года. Вернувшись в 1946 году в Ленинград, за три с половиной года он собрал новую, небольшую, но ценную. После его нового ареста вторая коллекция была сохранена его сослуживцем — Исааком Ефимовичем Добкиным, директором завода им. Шаумяна.
Вернувшись, в 1950-е он начал коллекционировать почти заново, в третий раз. В его собрание вошли картины Петрова-Водкина «Изгнание из рая», «Портрет дочери Ленушки», картины Судейкина. В 1956 году Афанасьев встретил вдову человека, купившего «его» вещи в 1939 году, и выкупил остатки своей первой коллекции.
В собрание Афанасьева входили Врубель, Бакст, Сомов, Крымов, «Гадание» Павла Кузнецова.